# Guy Lacourt
Pour les articles homonymes, voir Lacourt (homonymie).
Guy Lacourt, (Lyon, 7 août 1910 - Neuilly-sur-Seine, 15 août 1984), est un réalisateur français. Par ailleurs, il a aussi travaillé dans les métiers du cinéma comme assistant réalisateur et directeur de production.

## Filmographie

### Réalisateur
- 1953 : Mon frangin du Sénégal
- 1952 : Le Costaud des Batignolles

### Assistant réalisateur
- 1936 : Le Mot de Cambronne de Sacha Guitry
- 1937 : Les Perles de la couronne, film de Sacha Guitry
- 1938 : Désiré de Sacha Guitry
- 1961 : Le Triomphe de Michel Strogoff de Victor Tourjansky

### Directeur de production
De 1940 à 1972, il est directeur de production d'une dizaine de films.